# Limón
Limón este un oraș din Costa Rica.